# Ordinador Wetware

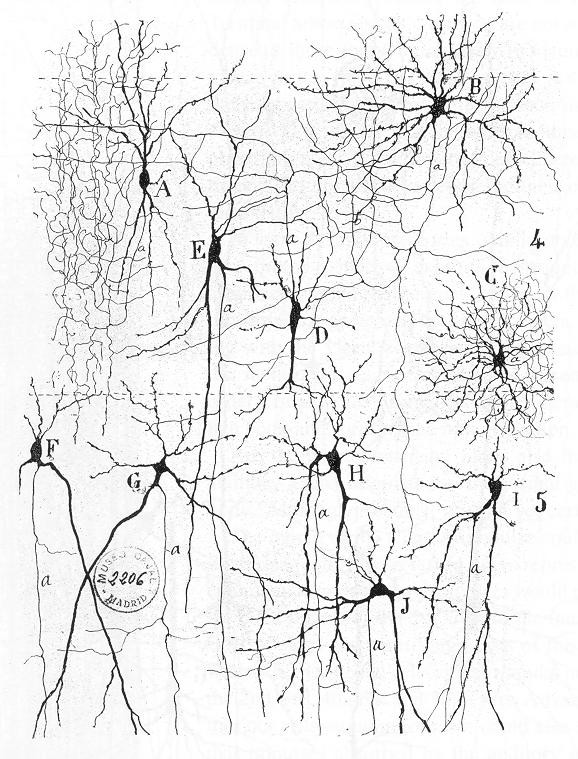
Diversitat de morfologies neuronals a l'escorça auditiva

Un ordinador de programari humit és un ordinador orgànic (que també es pot conèixer com a cervell orgànic artificial o neuroordinador) compost de material orgànic "wetware" com ara neurones "vives". Els ordinadors de programari humit compostos per neurones són diferents dels ordinadors convencionals perquè utilitzen materials biològics i ofereixen la possibilitat d'una computació substancialment més eficient energèticament. Tot i que un ordinador amb programari humit encara és en gran manera conceptual, hi ha hagut un èxit limitat amb la construcció i el prototipatge, que ha actuat com a prova de l'aplicació realista del concepte a la informàtica en el futur. Els prototips més notables provenen de la investigació realitzada per l'enginyer biològic William Ditto durant la seva estada a l'Institut Tecnològic de Geòrgia. El seu treball de construcció d'un neuroordinador senzill capaç d'afegir-se bàsicament a partir de neurones de sangonera el 1999 va ser un descobriment important per al concepte. Aquesta investigació va ser un exemple principal que va impulsar l'interès per crear aquests cervells construïts artificialment, però encara orgànics.

## Visió general
El concepte de wetware és una aplicació d'interès específic per al camp de la fabricació d'ordinadors. La llei de Moore, que estableix que el nombre de transistors que es poden col·locar en un xip de silici es duplica aproximadament cada dos anys, ha estat un objectiu per a la indústria durant dècades, però a mesura que la mida dels ordinadors continua disminuint, la capacitat de complir aquest objectiu s'ha tornat més difícil, amenaçant d'arribar a un altiplà. A causa de la dificultat per reduir la mida dels ordinadors a causa de les limitacions de mida dels transistors i dels circuits integrats, el wetware ofereix una alternativa poc convencional. Un ordinador de programari humit format per neurones és un concepte ideal perquè, a diferència dels materials convencionals que operen en binari (encès/apagat), una neurona pot canviar entre milers d'estats, alterant constantment la seva conformació química i redirigint els polsos elèctrics a través de més de 200.000 canals en qualsevol de les seves nombroses connexions sinàptiques. A causa d'aquesta gran diferència en la configuració possible per a qualsevol neurona, en comparació amb les limitacions binàries dels ordinadors convencionals, les limitacions d'espai són molt menors.

## Rerefons
El concepte de wetware és diferent i poc convencional i té una lleugera ressonància tant amb el maquinari com amb el programari dels ordinadors convencionals. Mentre que el maquinari s'entén com l'arquitectura física dels dispositius computacionals tradicionals, construïts a partir de circuits elèctrics i plaques de silicona, el programari representa l'arquitectura codificada d'emmagatzematge i instruccions. El wetware és un concepte separat que utilitza la formació de molècules orgàniques, principalment estructures cel·lulars complexes (com les neurones), per crear un dispositiu computacional com un ordinador. En wetware, les idees de maquinari i programari estan entrellaçades i interdependents. La composició molecular i química de l'estructura orgànica o biològica representaria no només l'estructura física del programari, sinó també el programari, sent reprogramada contínuament pels canvis discrets dels polsos elèctrics i els gradients de concentració químics a mesura que les molècules canvien les seves estructures per comunicar senyals. La capacitat de resposta d'una cèl·lula, proteïnes i molècules davant les conformacions canviants, tant dins de les seves estructures com al seu voltant, uneix la idea de programació interna i estructura externa d'una manera aliena al model actual d'arquitectura informàtica convencional.
L'estructura del wetware representa un model on l'estructura externa i la programació interna són interdependents i unificades; significa que els canvis en la programació o la comunicació interna entre les molècules del dispositiu representarien un canvi físic en l'estructura. La naturalesa dinàmica dels articles humits deriva de la funció de les estructures cel·lulars complexes en els organismes biològics. La combinació de "maquinari" i "programari" en un sistema dinàmic i interdependent que utilitza molècules i complexos orgànics per crear un model no convencional per a dispositius computacionals és un exemple específic de biorobòtica aplicada.

### La cèl·lula com a model de material humit
Les cèl·lules de moltes maneres es poden veure com la seva forma de material humit natural, semblant al concepte que el cervell humà és el sistema model preexistent per a material humit complex. En el seu llibre Wetware: A Computer in Every Living Cell (2009), Dennis Bray explica la seva teoria que les cèl·lules, que són la forma de vida més bàsica, són només una estructura computacional molt complexa, com un ordinador. Per simplificar un dels seus arguments, una cèl·lula es pot veure com un tipus d'ordinador, utilitzant la seva arquitectura estructurada. En aquesta arquitectura, com un ordinador tradicional, molts components més petits funcionen en tàndem per rebre entrada, processar la informació i calcular una sortida. En una anàlisi no tècnica massa simplificada, la funció cel·lular es pot dividir en els components següents: la informació i les instruccions per a l'execució s'emmagatzemen com a ADN a la cèl·lula, l'ARN actua com a font d'entrada codificada clarament, processada per ribosomes i altres factors de transcripció. per accedir i processar l'ADN i produir una proteïna. L'argument de Bray a favor de veure les cèl·lules i les estructures cel·lulars com a models de dispositius computacionals naturals és important quan es consideren les teories més aplicades del wetware a la biorobòtica.

### Biorobòtica
Wetware i biorobòtica són conceptes estretament relacionats, que tots dos prenen manlleu de principis generals similars. Una estructura biorobòtica es pot definir com un sistema modelat a partir d'un complex o model orgànic preexistent com ara cèl·lules (neurones) o estructures més complexes com òrgans (cervell) o organismes sencers. A diferència del material humit, el concepte de biorobòtica no sempre és un sistema compost per molècules orgàniques, sinó que podria estar compost de material convencional que està dissenyat i muntat en una estructura similar o derivada d'un model biològic. La biorobòtica té moltes aplicacions i s'utilitza per abordar els reptes de l'arquitectura informàtica convencional. Conceptualment, dissenyar un programa, robot o dispositiu computacional després d'un model biològic preexistent com una cèl·lula, o fins i tot un organisme sencer, proporciona a l'enginyer o programador els beneficis d'incorporar a l'estructura els avantatges evolutius del model.

## Aplicacions i objectius

### Neuroordinador bàsic format per neurones sangsugues
El 1999, William Ditto i el seu equip d'investigadors de l'Institut de Tecnologia de Geòrgia i la Universitat Emory van crear una forma bàsica d'ordinador de programari humit capaç d'afegir-se senzillament aprofitant les neurones de sangsua. Les sangoneres es van utilitzar com a organisme model a causa de la gran mida de la seva neurona i la facilitat associada a la seva recollida i manipulació. No obstant això, aquests resultats no s'han publicat mai en una revista revisada per parells, fet que va generar preguntes sobre la validesa de les afirmacions. L'ordinador va poder completar l'addició bàsica mitjançant sondes elèctriques inserides a la neurona. Tanmateix, la manipulació dels corrents elèctrics a través de les neurones no va ser un èxit trivial. A diferència de l'arquitectura informàtica convencional, que es basa en els estats binaris on/off, les neurones són capaços d'existir en milers d'estats i es comuniquen entre elles mitjançant connexions sinàptiques que conté cadascuna de més de 200.000 canals. Cadascun es pot canviar dinàmicament en un procés anomenat autoorganització per formar i reformar constantment noves connexions. Un programa informàtic convencional anomenat pinça dinàmica , era capaç de llegir els polsos elèctrics de les neurones en temps real i interpretar - los va ser escrit per Eve Marder, neurobiòloga de la Universitat de Brandeis. Aquest programa es va utilitzar per manipular els senyals elèctrics que s'introduïen a les neurones per representar nombres i per comunicar-se entre ells per retornar la suma. Tot i que aquest ordinador és un exemple molt bàsic d'estructura de material humit, representa un petit exemple amb menys neurones que les que es troben en un òrgan més complex. Ditto creu que en augmentar el nombre de neurones presents, els senyals caòtics enviats entre elles s'autoorganitzaran en un patró més estructurat, com ara la regulació de les neurones del cor en un batec cardíac constant que es troba en humans i altres organismes vius.

### Models biològics per a la informàtica convencional
Després del seu treball de creació d'un ordinador bàsic a partir de neurones de sangonera, Ditto va continuar treballant no només amb molècules orgàniques i articles humits, sinó també en el concepte d'aplicar la naturalesa caòtica dels sistemes biològics i les molècules orgàniques al material convencional i les portes lògiques. Els sistemes caòtics tenen avantatges per generar patrons i calcular funcions d'ordre superior com la memòria, la lògica aritmètica i les operacions d'entrada/sortida. En el seu article Construction of a Chaotic Computer Chip Ditto analitza els avantatges en la programació de l'ús de sistemes caòtics, amb la seva major sensibilitat per respondre i reconfigurar portes lògiques en el seu xip caòtic conceptual. La principal diferència entre un xip informàtic caòtic i un xip informàtic convencional és la reconfigurabilitat del sistema caòtic. A diferència d'un xip d'ordinador tradicional, on un element de matriu de porta programable s'ha de reconfigurar mitjançant la commutació de moltes portes lògiques d'un sol propòsit, un xip caòtic pot reconfigurar totes les portes lògiques mitjançant el control del patró generat per l'element caòtic no lineal.

### Impacte del wetware en la biologia cognitiva
La biologia cognitiva avalua la cognició com una funció biològica bàsica. W. Tecumseh Fitch, professor de biologia cognitiva a la Universitat de Viena, és un dels principals teòrics de les idees de la intencionalitat cel·lular. La idea és que no només els organismes sencers tenen una sensació d'"aproximació" a la intencionalitat, sinó que les cèl·lules individuals també tenen una sensació d'intencionalitat a través de la capacitat de les cèl·lules d'adaptar-se i reorganitzar-se en resposta a determinats estímuls. Fitch discuteix la idea de la nanointencionalitat, específicament pel que fa a les neurones, en la seva capacitat d'ajustar els reordenaments per crear xarxes neuronals. Analitza la capacitat de cèl·lules com les neurones de respondre de manera independent a estímuls com el dany com el que considera "intencionalitat intrínseca" a les cèl·lules, i explica que "tot i que a un nivell molt més simple que la intencionalitat a nivell cognitiu humà, proposo que això la capacitat bàsica dels éssers vius [resposta als estímuls] proporciona els elements bàsics necessaris per a la cognició i la intencionalitat d'ordre superior". Fitch descriu el valor de la seva investigació per a àrees específiques de la informàtica com la intel·ligència artificial i l'arquitectura informàtica. Afirma: "Si un investigador pretén fer una màquina conscient, fer-ho amb interruptors rígids (ja siguin tubs de buit o xips de silici estàtics) és bordar l'arbre equivocat". Fitch creu que un aspecte important del desenvolupament d'àrees com la intel·ligència artificial és el wetware amb capacitat nanointencionada i autònoma d'adaptar-se i reestructurar-se.

### Aplicacions mèdiques
S'han desenvolupat dispositius "brain-on-a-chip" que estan "dirigits a provar i predir els efectes dels agents biològics i químics, malalties o fàrmacs farmacèutics al cervell al llarg del temps". Els ordinadors wetware poden ser útils per a la investigació sobre malalties cerebrals i la salut/capacitats del cervell (per provar teràpies dirigides al cervell), per al descobriment de fàrmacs, per provar edicions del genoma i investigacions sobre l'envelliment del cervell.

### Aplicacions futures
Tot i que hi ha hagut pocs desenvolupaments importants en la creació d'un ordinador orgànic des de la calculadora basada en neurones desenvolupada per Ditto als anys noranta, la investigació segueix impulsant el camp, i el 2023 els investigadors de la Universitat d'Illinois van construir un ordinador en funcionament. Urbana-Champaign utilitza 80.000 neurones del ratolí com a processador que pot detectar senyals lluminosos i elèctrics. Projectes com el modelatge de vies caòtiques en xips de silici per part de Ditto han fet descobriments en maneres d'organitzar els xips de silici tradicionals i d'estructurar l'arquitectura informàtica perquè sigui més eficient i millor estructurada. Les idees sorgides del camp de la biologia cognitiva també ajuden a continuar impulsant els descobriments en maneres d'estructurar sistemes per a la intel·ligència artificial, per imitar millor els sistemes preexistents en humans.